# Hatice Halime Hatun
Hatice Halime Hatun (en turco otomano: خديجة حليمة خاتون‎; "dama respetuosa y amable") (Kastamonu, c.1410 — Bursa, c.1440), también conocida como Tacünnisa Hatun, pertenecía a la Dinastía Djandarogullar, fue la segunda esposa del sultán Murad II
Tras su muerte en 1440, su lugar como consorte fue ocupado por su sobrina Hatice Hatun, hija de su hermano Tâceddin Ibrâhim II Bey.

## Origen
Hatice Halime era hija y nieta de los gobernantes del beylik de Jandarogullar, que era vecino de Osmanogullar. En la Enciclopedia Islámica, el hijo de Isfendiyar Bey, Tajeddin Ibrahim II (r. 1439 — 1443), se indica como el padre de Hatice Halime.Pero no hay consenso sobre quién es el padre de Hatice Halime. Además de Tajeddin Ibrahim II, su padre se llama Isfendiyar Bey.
La versión de la paternidad de Isfendiyar se remonta al historiador estadounidense, Michael Duka.

## Vida
El matrimonio de Hatice con Murad II se concluyó en opinión de la mayoría de los historiadores en Edirne, a principios de 1425.  
Con este matrimonio, Murad quería asegurar una conexión con Isfendiyar, el padre de Ibrahim, después de que Isfendiyar Bey finalmente reconociera la dependencia vasalla de Osmanogullara en 1424. Habiendo dado a su hija para sellar la unión, Isfendiyar recibió de vuelta las minas de cobre. 
Hatice fue la esposa favorita de Murad hasta su matrimonio con la princesa serbia, Mara Branković en 1435, cuando Hatice fue enviada a Bursa. Sin embargo, la situación cambió un año después; Ashikpashazade informa que Mara se fue a Bursa y Hatice fue devuelta a la corte de Mehmed.
Su primer hijo nació a finales de 1425. Fue Şehzade Alaeddin Ali, aunque hay teorías que disputan la maternidad de Halime con este niño. En 1426, tuvieron otro hijo, Isfendiyar, que falleció joven. 

## Muerte
Falleció en Bursa en 1440

## Descendencia
Junto a su esposo, Murad II, tuvo un hijo
- Şehzade Isfendiyar (1426 — 1430), murió joven